# Parafia św. Kazimierza Królewicza w Kobyłce-Stefanówce
Parafia pw. Świętego Kazimierza Królewicza w Kobyłce – parafia rzymskokatolicka należąca do dekanatu kobyłkowskiego, diecezji warszawsko-praskiej, metropolii warszawskiej Kościoła katolickiego. Obejmuje południowo-wschodnią część miasta Kobyłka – Osiedle Stefanówka.

## Historia
Pierwsze próby utworzenia parafii na terenie Stefanówki podjął ks. Mieczysław Stefaniuk, wikariusz parafii Świętej Trójcy. W 1969 roku odprawił kilka Mszy świętych w ogrodzie u państwa Szyszków. Władze miejskie sprzeciwiły się jednak organizowaniu tego typu zgromadzeń.
Parafia została erygowana 15 grudnia 1988 przez kard. Józefa Glempa z części parafii Świętej Trójcy w Kobyłce. Kościół parafialny został wybudowany w latach 1991–1995 według projektu doc. inż. architekta Andrzeja Buchnera i konstruktora inż. Andrzeja Żórawskiego. Jesienią 2001 r. na nowej wieży kościelnej zawisły cztery dzwony („Jan Paweł II”, „Święty Kazimierz”, „Maryja” i „Miłosierdzie Boże”) o łącznej masie 1090 kg. Konsekracji kościoła dokonał abp Henryk Hoser SAC w niedzielę 30 października 2011 roku.
Obecnie parafia liczy ok. 4700 parafian.

## Proboszczowie
Źródło: 
- ks. Śliwka Piotr (od 26.04.2015)[4]
- ks. Sałański Bogdan (17.06.2006 – 15.04.2015)
- ks. Walicki Dariusz (29.06.2002 – 17.06.2006)
- ks. Wirkowski Zygmunt (10.06.1987 – 29.06.2002), budowniczy kościoła